# اعتراضات ۱۴۰۱ خانواده‌های زندانیان محکوم به اعدام
اعتراضات ۱۴۰۱ خانواده‌های زندانیان محکوم به اعدام شامل تجمع‌ها و اعتراضاتی است که خانواده زندانیان محکوم به اعدام، برای لغو احکام اعدام بستگان خود، با شعار «اعدام نکنید» و «نه به اعدام» برگزار کرده‌اند.
اعتراضات به دلیل نامه قوه قضاییه به دادگستری‌های سراسر کشور بوده‌است که «برای تعیین تکلیف و اجرای احکام اعدام و محکومان، با قید فوریت اقدام گردد.»
به دنبال این موضوع و سرعت‌گرفتن اعدام‌ها، و با توجه به عدم اطلاع‌رسانی دستگاه قضایی در خصوص علل اعدام‌ها موجی از التهاب و نگرانی در بین خانواده‌های زندانیان آنان ایجاد شده و متعاقبا خانواده‌های زندانیان در برابر ساختمان قوه قضاییه در تهران با برگزاری تجمع‌های اعتراضی نسبت به سرعت‌بخشیدن به اجرای حکم اعدام نزدیکان خود ابراز نگرانی کردند.

## اعتراضات
سه‌شنبه ۱۵ شهریور، تعدادی از خانواده و بستگان زندانیان محکوم به اعدام، با در دست داشتن پلاکاردهایی که روی آن نوشته شده «اعدام نکنید» در مقابل ساختمان دادگاه انقلاب تجمع کرده و خواستار توقف اجرای حکم اعدام فرزندان و خویشاوندان‌شان شدند.
چهارشنبه ۱۶ شهریور خانواده و بستگان زندانیان محکوم شده به اعدام، در دومین روز اعتراض خود به اجرای «ظالمانه و دسته‌جمعی احکام اعدام» در زندان مرکزی کرج و قزل‌حصار، در برابر دفتر قوه قضاییه تهران دست به اعتراض زدند.
شنبه ۱۹ شهریور، شماری از خانواده‌ها و بستگان زندانیان محکوم به اعدام در برابر ساختمان قوه قضاییه در تهران، برای چندمین روز پیاپی تجمع اعتراضی بر پا کرده و خواهان توقف اجرای حکم اعدام بستگان خود بودند.
یکشنبه ۲۰ شهریور، شماری از خانواده‌ها و بستگان زندانیان محکوم به اعدام ندامتگاه مرکزی کرج و زندان قزل‌حصار، با در دست داشتن پلاکاردهای «اعدام نکنید»، در برابر ساختمان قوه قضاییه در تهران، خواهان متوقف‌شدن اجرای حکم اعدام فرزندان خود شدند. در این تجمع که همراه با جو امنیتی برگزار شده بود تعدادی از معترضان بازداشت شدند.
دوشنبه ۲۱ شهریور، جمعی از خانواده‌ها و بستگان زندانیان محکوم به اعدام در تهران در حالیکه پلاکارد «اعدام نکنید» در دست داشتند برای چندمین روز پی در پی در برابر ساختمان قوه قضاییه تجمع اعتراضی برگزار کردند.
چهارشنبه ۲۳ شهریور، جمعی از خانواده‌ها و بستگان زندانیان محکوم به اعدام در تهران، برای چندمین روز پی در پی در برابر ساختمان قوه قضاییه تجمع اعتراضی برپا کردند.

## پیامدها
مأموران نیروی انتظامی به خانواده‌های زندانیان محکوم به اعدام حمله و تعدادی از آنان را با ضرب و شتم بازداشت کردند در حالیکه که تجمع آنان کاملاً خودجوش و مسالمت‌آمیز برگزار شده‌است.
گروهی از زندانیان سیاسی در مورد اعدام زندانیان طی بیانیه‌ای اعلام کردند نقش اصلی در «مجرم‌سازی و هم در مجرم‌کشی» با حکومت است و «این حکومت است که باید جوابگوی انواع بی‌تدبیری، بی کفایتی، ناکارآمدی، فساد، بیکاری، تورم، آسیب‌های اجتماعی و ستمی باشد که به مردم مظلوم کشور تحمیل کرده‌است.
جمعی از فعالان مدنی نیز در اعتراض به افزایش اعدام‌ها دست به تجمع اعتراضی در مقابل ساختمان قوه قضاییه زدند. این تجمع با دست‌گیری و ضرب و شتم شدید معترضان سرکوب شد.

## واکنش‌ها
سازمان حقوق بشر ایران با هشدار دربارهٔ ارتباط معنادار اجرای احکام اعدام و رویدادهای سیاسی» اعلام کرده بود: «مقام‌های جمهوری اسلامی از مجازات اعدام برای ارعاب و ایجاد وحشت در جامعه استفاده می‌کنند.»
روز دوشنبه ۲۱ شهریور، آگنس کالامارد، دبیرکل سازمان عفو بین‌الملل، در همبستگی با خانواده‌های زندانیان محکوم به اعدام در برابر ساختمان قوه قضاییه تهران، در پیامی نوشت: «من با بستگان مضطرب زندانیان محکوم به اعدام در ایران که شجاعانه برای جلوگیری از اعدام عزیزانشان اعتراض می‌کنند، اعلام همبستگی می‌کنم. مقامات رژیم جمهوری اسلامی باید مجازات اعدام را که مجازاتی بی‌نهایت ظالمانه و غیرانسانی است، لغو کنند.»
پنجشنبه ۲۴ شهریور، «ائتلاف جهانی علیه مجازات مرگ»، همبستگی خود را با خانواده‌های محکومان به اعدام و سازمان‌های حقوق بشری و نهادهای جامعه مدنی که از آن‌ها پشتیبانی می‌کنند، را اعلام کرده و سرکوب اعتراض این خانواده‌ها را که در برابر ساختمان قوه قضائیه و شعبه‌های دادگاه‌های انقلاب صورت گرفته‌است را شدیدا محکوم می‌کند.